# جون‌ایچیرو تانیزاکی
تانیزاکی جون‌ایچیرو (به ژاپنی: 谷崎 潤一郎، زادهٔ ۲۴ ژوئیهٔ ۱۸۸۶ – درگذشتهٔ ۳۰ ژوئیهٔ ۱۹۶۵) نویسنده، نمایش‌نامه‌نویس، فیلم‌نامه‌نویس و جستارنویس برجسته ژاپنی بود که از اواخر دورهٔ میجی تا میانهٔ دورهٔ شووا، به استثنای دوره‌ای کوتاه در خلال جنگ جهانی دوم و پس از آن، به فعالیت ادبی پرداخت و اين كار را بسيار پرثمر ادامه داد. آثار او به دلیل ارزش هنری والا، هم در ژاپن و هم در سطح بین‌المللی خوانده و ستوده مي‌شوند. تانیزاکی عضو فرهنگستان هنر ژاپن، فرد شایستهٔ تقدیر فرهنگی و دریافت‌کنندهٔ نشان فرهنگ بود.
در اوایل فعالیت، تانیزاکی به عنوان یکی از پیروان مکتب زیبایی‌گرایی ادبی شناخته می‌شد و بسیاری از آثارش در بستری جنجال‌برانگیز به مسائلی مانند عشق زنانه و مازوخیسم می‌پرداخت. با این حال، سبک نوشتاری، لحن، مضامین داستان‌ها و شیوه‌های نگارشی او در طول حیاتش دستخوش تغییرات متعددی شد. نثر فاخر و زیبای او که از کلمات ثقیل با ریشه چینی و واژگان اصیل ژاپنی تا گفتار عامیانه و گویش‌های محلی را در بر می‌گرفت، همراه با توانایی او در تغییر لحن و سبک روایی متناسب فضای داستان، از ویژگی‌های برجستهٔ نویسندگی اوست.
از جمله آثار برجستهٔ او می‌توان به «عشق یک ابله»، «یادنامه شونکین» و «برف سبک» اشاره کرد که در آن‌ها تلفیق ظریفی از مضامینی همچون احساسات پرشور، آداب و رسوم قدیمی و زیبایی‌شناسی هنری ژاپنی به چشم می‌خورد. این آثار او را به عنوان یکی از نویسندگان بزرگ ژاپن، با لقب‌هایی چون «تانیزاکی بزرگ» و «استاد ادبی» مشهور ساخت.
در کنار این آثار ادبی، تانیزاکی در ژانرهای ادبیات سرگرم‌کننده نیز آثار ماندگاری خلق کرد. این آثار داستان‌هایی معمایی و مهیج، تاریخی و ماجراجویانه، خیال‌پردازانه به سبک قصه‌های شفاهی قدیمی و حتی طنزهای سیاه و گروتسک را در بر می‌گرفت.

## سرگذشت

### سال‌های آغازین
او به عنوان پسر دوم تانیزاکی کوراگورُو در منطقه نیهونباشی توکیو متولد شد. برادر بزرگ‌تر جون‌ایچیرو، کوماکیچی، تنها سه روز پس از تولد درگذشت، بنابراین ثبت تولد او به عنوان فرزند اول انجام گرفت و به‌عنوان فرزند ارشد خانواده پرورش یافت. برادر کوچک‌ترش، تانیزاکی سِی‌جی، بعدها نویسنده و کارشناس ادبیات انگلیسی شد و به عنوان استاد در دانشگاه واسِدا فعالیت کرد.
پدربزرگ مادری او، تانیزاکی کیوئه‌موُن، تاجری موفق بود که ثروتی قابل توجه به دست آورده بود. پدرش که از خانواده اِزاوا بود، به خانواده تانیزاکی پیوست و بخشی از تجارت را بر عهده گرفت. با این حال، پس از درگذشت پدربزرگ، تجارت خانوادگی دچار افول شد. در دوره فارغ‌التحصیلی جون‌ایچیرو از دبستان، خانواده دچار مشکلات مالی بود و ادامه تحصیل او در مراحل عالی‌تر در خطر قرار گرفته بود. با توصیه معلمان دلسوز، او توانست با تدریس خصوصی و زندگی در منزل دیگران وارد مدرسه راهنمایی یکم توکیو (امروزه دبیرستان دوره اول هی‌بی‌یا) شود. او در این دوران به نگارش نثر و شعر چینی تسلط یافت و مقاله‌ای با عنوان «نقدی بر بدبینی» که در سال اول دبیرستان نوشت، تحسین معلمان را برانگیخت. به دلیل استعداد فوق‌العاده‌اش، او را «کودک نابغه» می‌نامیدند.

### سال‌های تحصیل
زمانی که ۱۶ سال داشت، به دلیل موفقیت تحصیلی چشمگیر، مدیر مدرسه‌اش به او توصیه کرد برای آزمون جهشی بین سال دوم و سوم اقدام کند. او نه تنها موفق شد، بلکه بالاترین نمرات را در میان هم‌کلاسی‌های خود کسب کرد. با اینکه بعدها اشاره کرد که «نگارش برای او تنها فعالیتی جانبی بود»، در سایر دروس نیز عملکرد درخشانی داشت. پس از فارغ‌التحصیلی، به دبیرستان عالی یکم توکیو راه یافت و در دوران تحصیل در مجله مدرسه داستان‌های کوتاه منتشر می‌کرد.
در سال ۱۹۰۸، پس از فارغ‌التحصیلی از این مدرسه، وارد دانشکده ادبیات دانشگاه سلطنتی توکیو شد، اما به دلیل مشکلات مالی مجبور به ترک تحصیل گردید. در دوران دانشجویی، با واتسوجی تتسورو و دیگران نسل دوم نشریه دانشجویی «شین‌شی‌چو» را راه انداختند و نخستین نمایشنامه خود به نام «تولد» و داستان کوتاه «خالکوب»، را در سال ۱۹۱۰ میلادی منتشر نمود. آثار اولیه‌اش به شدت مورد تحسین ناگای کافو، نویسنده برجسته آن زمان قرار گرفت و او به عنوان نویسنده‌ای نوظهور تثبیت شد. او سپس آثاری مانند «پسر جوان» و «راز» را نوشت و با وجود غلبه مکتب ناتورالیسم در آن دوره، به دلیل توجه به روایت و داستان‌پردازی، به عنوان نویسنده‌ای ضدناتورالیست شناخته شد.

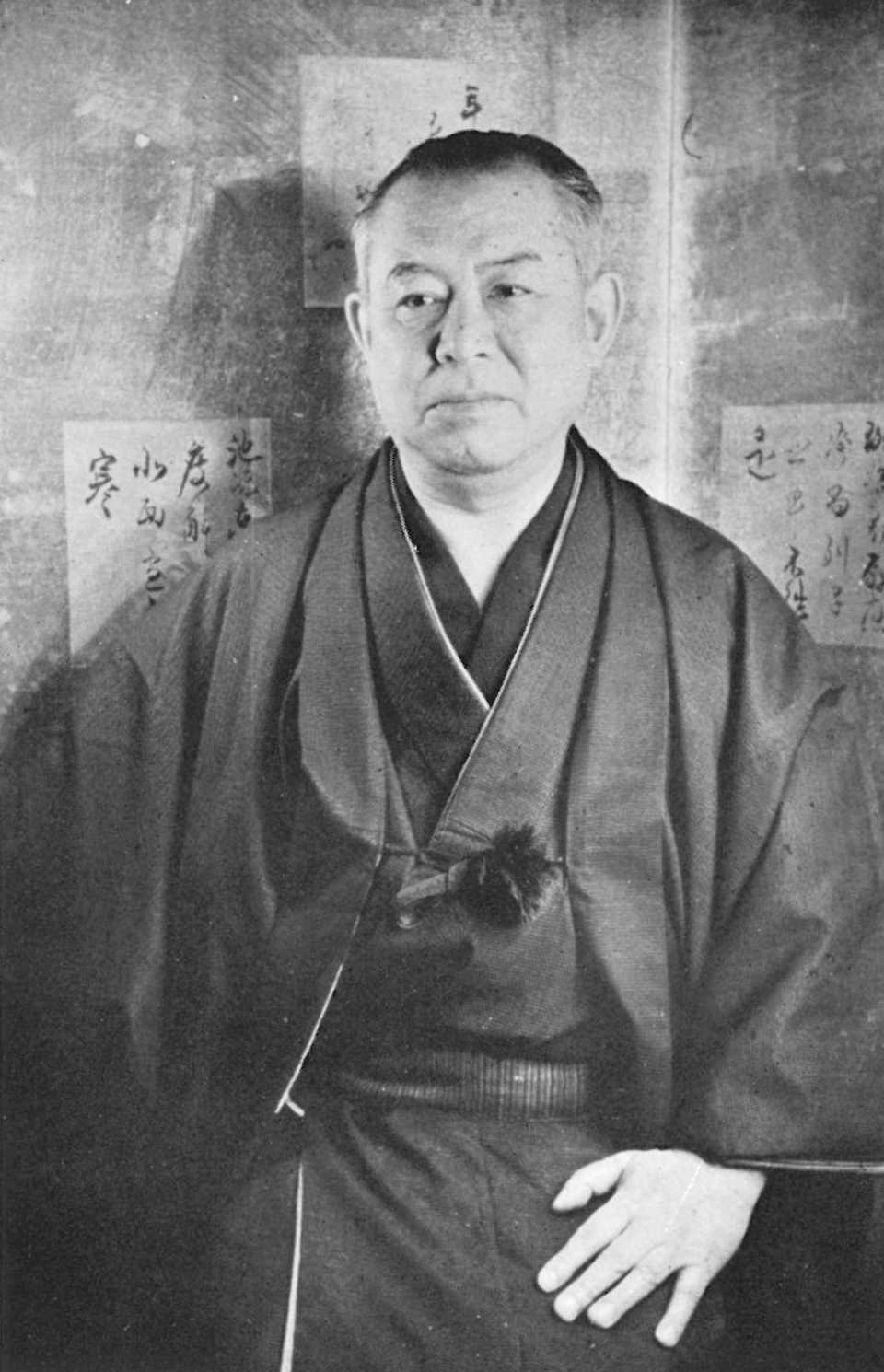
جون‌ایچیرو تانیزاکی، استاد ادب ژاپن

در دوره تایشو، متأثر از مدرنیته آن دوره، آثاری با حال و هوای مدرن خلق کرد و همچنین در داستان‌های کارآگاهی نیز تجربه‌های جدیدی داشت. وی در این دوره شدیداً به فیلم و سینما علاقه‌مند بود و از خود شور و شوقی مثال‌زدنی برای کسب تجربه‌های جدید در خلق آثارش نشان می‌داد.
پس از زلزله بزرگ کانتو، به منطقه کانسای نقل مکان کرد و فعالیت‌های ادبی‌اش را از سر گرفت. رمان بلند او «عشق یک ابله» که روایت‌گر مردی فریب‌خورده توسط زنی مرموز است، سروصدای زیادی کرد و آثار دیگرش شامل «مانجی»، «حشرهٔ گزنه‌خوار»، «یادنامه شونکین» و «ماجراهای پنهانی استاندار موساشی» می‌شود. فعالیت ادبی تانیزاکی توأم با تلفیق مدرنیسم دوره تایشو و عناصر زیبایی‌شناختی ژاپنی برگرفته از سنن قدیم و سده‌های میانی بود. نظریه‌های استادانه زیبایی‌شناختی تانیزاکی به‌خوبی در آثاری چون «دفترچه راهنمای نویسندگی» یا «ستایش سایه‌ها»بازتاب یافته است. او در این دوره طی توافقی همسرش چی‌یو را به دوستش ساتو هاروئو واگذار کرد. بعد با فوروکاوا سوئه‌کو ازدواج نمود و پس از مدتي جدايي و نهایتاً در سومین تلاش براي زندگي مشترك با موریتا ماتسوکو ازدواج کرد و بدین شکل به زندگی خصوصی‌اش ثم بخشید.

### سال‌های جنگ
در دوران جنگ با آمریکا، او رمان بلند «برف سبک» را با الهام از زندگی همسرش ماتسوکو و خواهرانش نوشت که ابتدا توسط نظامیان سانسور شد، اما پس از جنگ به صورت کامل منتشر شد و جوایز مهمی را از جمله جایزه فرهنگی آساهی و جایزهٔ فرهنگی روزنامهٔ ماینیچی کسب کرد. شخصیت دختر دوم رمان، ساچیکو، از ماتسُوکو و شخصیت دختر سوم، یوکیکو، از خواهر ماتسوکو، شیگه‌کو، الهام گرفته شده‌اند.

### سال‌های پایانی
در سال‌های پایانی زندگی، با مشکلات سلامتی از جمله فشار خون بالا مواجه شد. با این وجود، همچنان آثاری مانند «رؤیای آب اکسیژنه»، «کلید» و «خاطرات پیرمرد دیوانه» را منتشر کرد. در دهه ۵۰ میلادی، آثارش به انگلیسی ترجمه و در آمریکا منتشر شد. او در سال‌های ۱۹۵۸ و ۱۹۶۰ تا ۱۹۶۴ هفت بار نامزد جایزه نوبل ادبیات شد و دو بار به فهرست نهایی راه یافت.
در سال ۱۹۶۴، به عنوان نخستین ژاپنی، عضو افتخاری آکادمی هنر و ادبیات آمریکا شد.

## سال‌شمار زندگانی
- ۱۸۸۶ میلادی، در محلهٔ نیهون‌باشی توکیو به دنیا آمد. وی به عنوان پسر ارشد خانوادهٔ تانیزاکی پرورش یافت. خانه‌ای که تانیزاکی در آن به دنیا آمد.

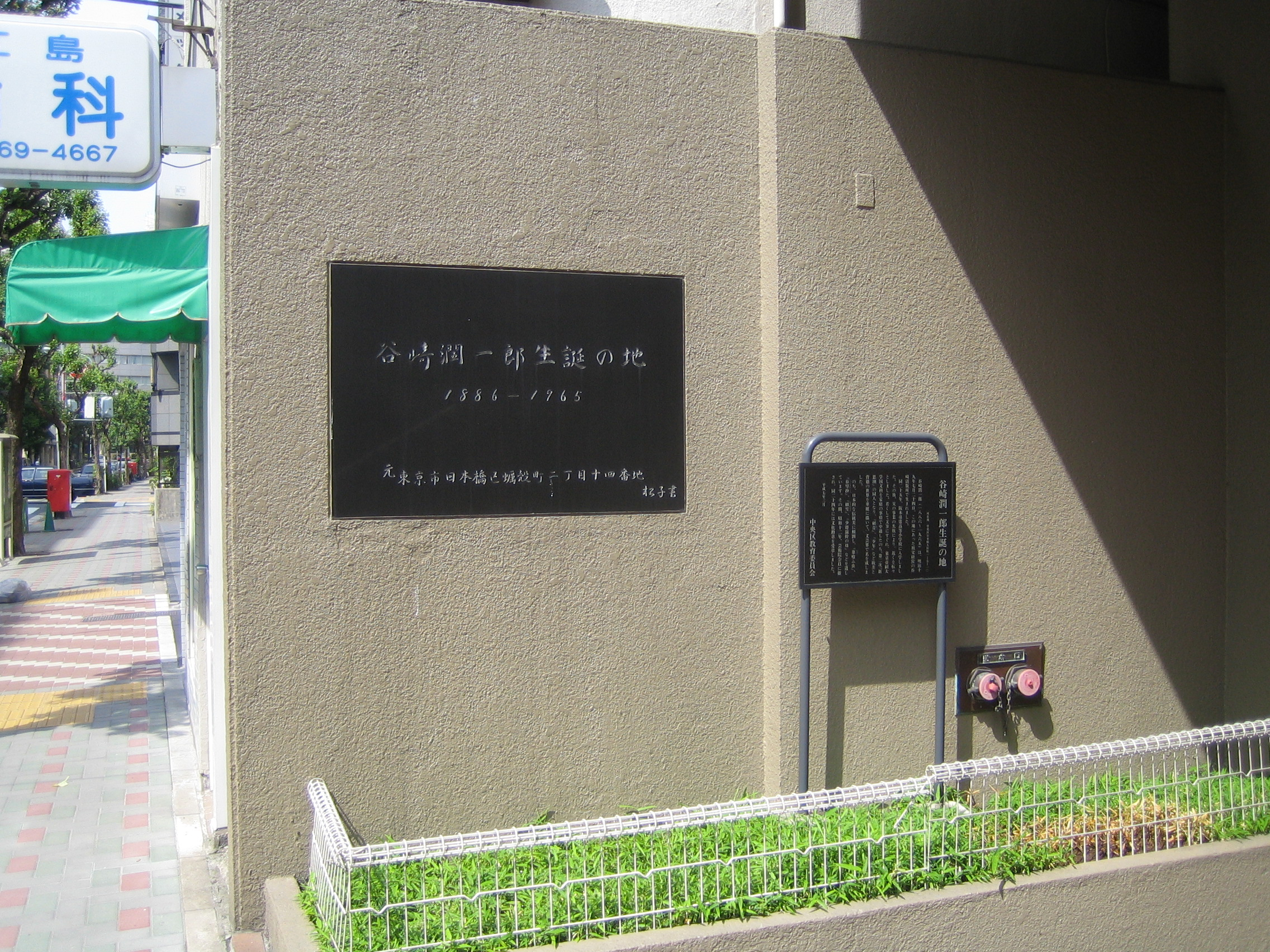
خانه‌ای که تانیزاکی در آن به دنیا آمد.

- ۱۸۸۹ میلادی، شرکت «نیپّون تِن‌تو» که پدرش آن را اداره می‌کرد، به علت مشکلات مالی به فروش گذاشته شد.[م ۹]
- ۱۸۹۰ میلادی، پدرش شروع به کار به عنوان دلال برنج کرد. در همین سال، برادرش به نام «سِی‌جی» به دنیا آمد.[م ۱۰]
- ۱۸۹۲ میلادی، در مدرسهٔ ابتدایی ساکاماتو در نیهون‌باشی، تحصیل زودهنگام در کلاس اول را آغاز کرد. به دلیل شخصیت درون‌گرا و تربیت خاص، نمی‌توانست بدون همراهی پرستار خود به مدرسه برود.
- ۱۸۹۳ میلادی، به دلیل غیبت‌های زیاد، دوباره کلاس اول را تکرار کرد و در آن سال به‌عنوان شاگرد اول به کلاس دوم راه یافت. در این سال با دوست همیشگی خود، «ساسانوما گِن‌نوُسوکه» که از خانوادهٔ قدیمی و مشهوری بود (صاحبان اولین رستوران چینی مجلل در ژاپن، کای‌راکوئِن)، آشنا شد.
- ۱۸۹۴ میلادی، در تاریخ ۲۰ ژوئن، در زلزلهٔ بزرگ توکیو، خانهٔ آنها تخریب شد. این حادثه باعث ایجاد ترس از زلزله در او شد که در کتاب «شب قبل از اول سپتامبر» (یکی از آثارش) به آن اشاره کرده است.
- ۱۸۹۶ میلادی، همراه با مادرش به تماشای نمایش «یوشیتسونه سِن‌بُن‌زاکورا» (یک نمایش کابوکی معروف) رفت و از آن زمان تأثیرات عمیقی از هنر کابوکی گرفت که در طول زندگی‌اش با او باقی ماند.
- ۱۸۹۷ میلادی، از مدرسه ابتدایی فارغ‌التحصیل شد و وارد مقطع بعدی شد. در این سال تحت تأثیر معلم خود، «اینابا سِی‌کیچی» علاقه به ادبیات در او شکل گرفت.
- ۱۸۹۸ میلادی، در کنار همکلاسی‌ها و سال‌بالایی‌هایش، مجله‌ای به نام «گاکوسِی کورابو» (باشگاه دانشجویی) را راه‌اندازی کرد.
- ۱۸۹۹ میلادی، به مدرسهٔ زبان‌های خارجه «سیِکو» (مشهور به مدرسه تابستانه) پیوست تا زبان انگلیسی بیاموزد. همچنین در مدرسه‌ای در محلهٔ نیهونباشی، دروسی در زمینهٔ خوانش متون چینی کلاسیک فرا گرفت.
- ۱۹۰۱ میلادی، از مدرسهٔ متوسطه فارغ‌التحصیل شد. در این مقطع، وضعیت مالی خانواده به شدت ضعیف شده بود و او باید برای تأمین مخارج زندگی کار می‌کرد، اما کمک‌های معلمانش، مانند «اینابا سِی‌کیچی»، سبب شد که به مدرسهٔ عالی استان توکیو (که امروزه به نام «مدرسهٔ هی‌بی‌یا» معروف است) وارد شود.
- ۱۹۰۲ میلادی، خانواده‌اش از مشکلات مالی بسيار رنج می‌بردند. اما به لطف حمایت‌های آموزگارانی از جمله معلم زبان چینی‌اش آقای «واتانابه» و آقای «کیتامورا» توانست با زندگی در خانه دیگران به تحصیل ادامه دهد.

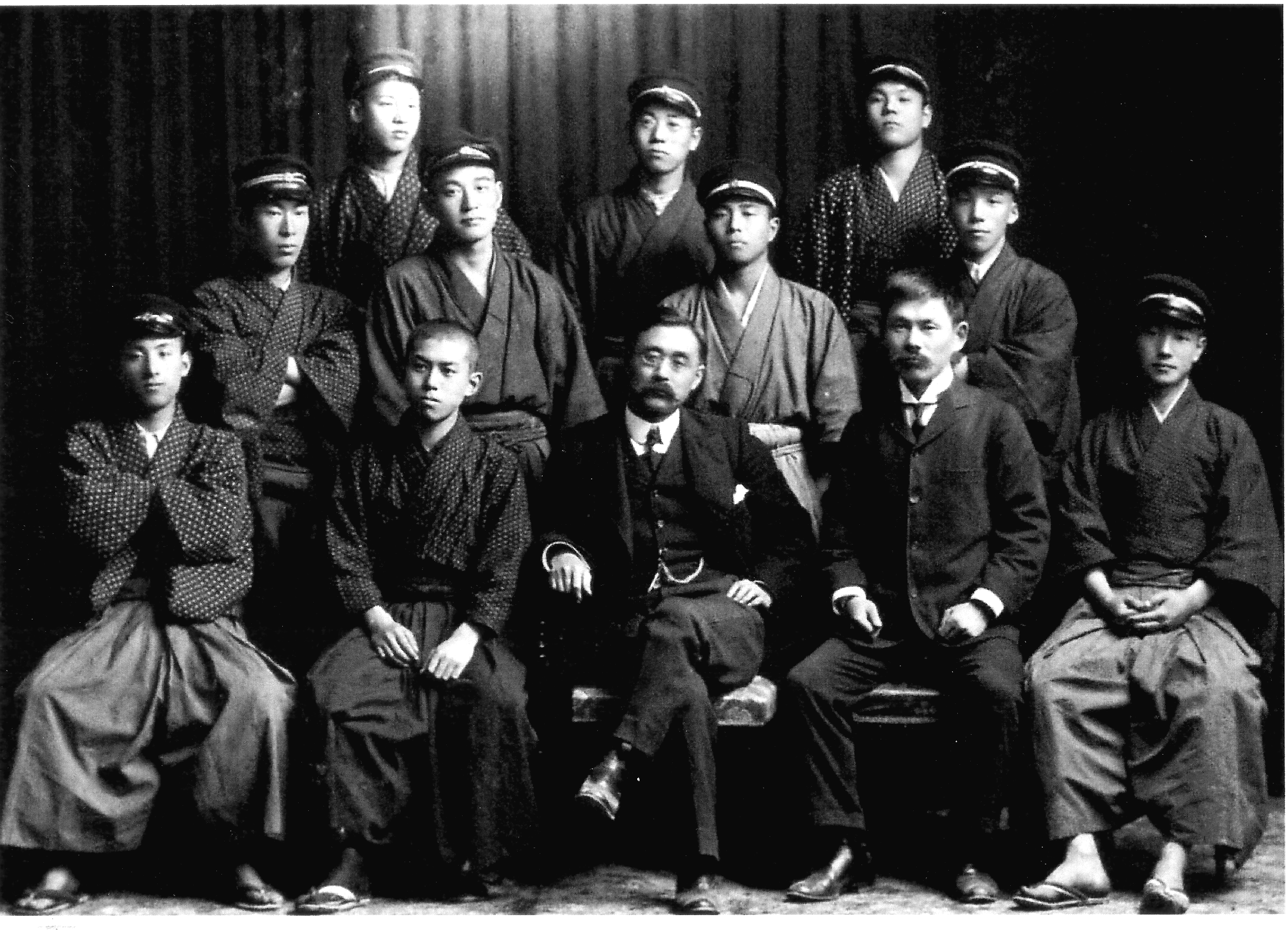
تانیزاکی جوان در انجمن ادبی دانشگاه، در کنار نیتوبه اینازو سیاستمدار و نویسنده برجسته دوره می‌جی.

- ۱۹۰۳ میلادی، در نشریهٔ مدرسه‌شان که مجله «گاکویوکای» نام داشت فعالیت می‌کرد. در این دوران با افرادی همچون «اُنوکی یوکی‌نوسوکه» (برادر «اوکاموتو کاناکو» نویسندهٔ مشهور)، تسوچی‌یا کِی‌زُو، تسونه‌کاوا یوایچیرو و تاتسونو تاکاشی آشنا شد. تانیزاکی جوان در انجمن ادبی دانشگاه، در کنار نیتوبه اینازو سیاستمدار و نویسنده برجسته دوره می‌جی.۱۹۰۵ میلادی، از مدرسه فارغ‌التحصیل شد و وارد مقطع عالی اول دانشگاه سلطنتی توکیو شد و به تحصیل در رشته «حقوق بریتانیا» پرداخت.
- ۱۹۰۷ میلادی، عضو انجمن ادبی دانشگاه شد و اولین نوشته‌هایش را در نشریهٔ دانشجویی‌شان منتشر کرد. او را در همین سال به علت رابطه با خدمتکار خانواده کیتامورا، هُزومی فوکو (با نام کامل فوکوکُو) از خانه بیرون انداختند.
- ۱۹۰۸ میلادی، از دانشگاه فارغ‌التحصیل شد و در همان دانشگاه سلطنتی توکیو، در رشتهٔ زبان و ادبیات ژاپنی در مقطع ارشد به ادامه تحصیل پرداخت.
- ۱۹۰۹ میلادی، در پی اضطراب و فشارهای روحی ناشی از ناتوانی در ورود حرفه‌ای به جهان ادبی، مبتلا به ضعف اعصاب شد. در این دوران در بوستان «کای‌راکوئِن» قدم می‌زد و در دوره بهبودی «داستان آمریکا» اثر نویسندهٔ مشهور ژاپنی «ناگای کافو» را با علاقه فراوان می‌خواند.
- ۱۹۱۰ میلادی، به همراه دوستانش نسل دوم مجله ادبی «شین‌شی‌چو»، نشریه دانشجویی دانشگاه توکیو را منتشر کردند. او به عنوان اولین اثر خود نمایش‌نامه «تولد» و همچنین داستان‌های کوتاه «خال‌کوب» و «زرافه» را در آن به چاپ رساند. پس از این بود که تانیزاکی به مرور به عنوان نویسنده‌ای شناخته‌شده‌تر مطرح شد.
- ۱۹۱۱ میلادی، انتشار مجله ادبی «شین‌شی‌چو» متوقف شد. سپس تانیزاکی به گروه ادبی «سوبارو» پیوست. در ماه ژوئیه به‌علت ناتوانی در پرداخت شهریه از دانشگاه اخراج شد و در همان سال داستان‌های «پسر جوان»، «راز»، «دلقک» و «تندباد» را منتشر کرد. در همین سال آثار او مورد توجه ناگای کافو قرار گرفت و جایگاه او در جهان ادبی ژاپن محکم‌تر شد. تانیزاکی جوان در سال ۱۹۱۳

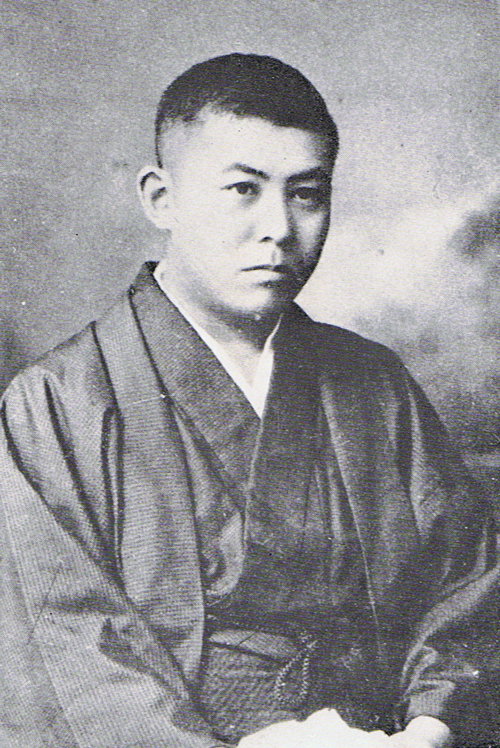
تانیزاکی جوان در سال ۱۹۱۳

- ۱۹۱۲ میلادی، در ژانویه اولین معشوق او، هُزومی فوکو به‌علت سینه‌پهلو درگذشت. از ماه آوریل به گشت‌وگذار در کیوتو و دیگر شهرها پرداخت که به‌خاطر بروز دوباره حمله‌های عصبی اين كار را متوقف كرد. در ماه ژوئیه نیز در معاینه پزشکی سربازی به‌علت اضافه وزن رد شد. در همین سال «شیطان» را منتشر کرد.
- ۱۹۱۵ میلادی، با ایشی‌کاوا چی‌یو ازدواج کرد. در همین سال آثاری از جمله «قتل اتسویا» و «قصه معبد هوجوجی» را منتشر کرد.
- ۱۹۱۶ میلادی، اولین دخترش آیوکو متولد شد. داستان‌های «بچه نابغه» و «عصر وحشت» را منتشر کرد.
- ۱۹۱۷ میلادی، مادرش سکی درگذشت. همسر و دخترش را در خانه پدری گذاشت، «سوگ آدم‌ماهی» و «اندوه کافر» را منتشر کرد، ارتباطش با آکوتاگاوا ریونوسوکه و ساتو هاروئو شکل گرفت. در این سال عاشق خواهر کوچکتر همسرش چی‌یو، سِیکو می‌شود.
- ۱۹۱۸ میلادی، به کره، منچوری و چین سفر کرد و «پادشاهی کوچک» را منتشر ساخت.
- ۱۹۱۹ میلادی، پدرش کوراگورُو درگذشت. به اوداوارا در استان کاناگاوا نقل مکان کرد. در همین سال «یادداشتی از عشقِ به مادر» را منتشر کرد.
- ۱۹۲۰ میلادی، به عنوان مشاور بخش فیلمنامه‌نویسی در شرکت فیلم‌سازی «تایشو کاتسوئِی» در یوکوهاما آغاز به کار کرد. او خواهرزنش سِی‌کو را با نام هنری «هایاما میچیکو» به عنوان بازیگر معرفي کرد و اولین بار در فیلمی به نام «باشگاه آماتورها» به روی صحنه فرستاد. «آدم‌کوسه» و «یادداشتی بر هنر» را منتشر کرد.
- ۱۹۲۱ میلادی، او روابط خود را با ساتو قطع کرد، زیرا قرار قبلی‌شان مبنی بر دادن همسرش چی‌یو به ساتو هاروئو را زیر پا گذاشت.
- ۱۹۲۳ میلادی، زلزله بزرگ کانتو در اول سپتامبر رخ داد. تانیزاکی سوار اتوبوسی در جاده‌ای کوهستانی در هاکونه بود که دید جاده از سمت دره فرو ریخته است. خانه او در یوکوهاما، به گونه‌ای ساخته شده بود که در برابر زلزله محکم و مقاوم باشد، اما در اثر سرایت آتش از خانه‌های دیگر ویران شد. پس از زلزله، او به منطقه کانسای، کیوتو و بعدها استان هی‌یوگو در غرب ژاپن نقل مکان کرد. در همین سال «تکَه گوشت» را منتشر کرد.
- ۱۹۲۴ میلادی، به شهر کوبه نقل مکان کرد. در این سال بود که یکی از مشهورترین آثارش «عشق یک ابله» منتشر شد.
- ۱۹۲۶ میلادی، در ژانویه دوباره به شانگهای چین سفر کرد و با نویسنده مشهور چینی گوئو موروو ملاقات کرد. پس از بازگشت به ژاپن، او در پاییز با ساتو هاروئو آشتی کرد. «سیاحت‌نامه شانگهای» و «معاشرت‌نامه شانگهای» از او منتشر شد.
- ۱۹۲۷ میلادی، با موریتا ماتسوکو آشنا شد. بحث‌ میان او و آکوتاگاوا ریونوسوکه در مورد رمان‌های دارا یا فاقد طرح داستانی شکل گرفت و در روز تولد تانیزاکی، آکوتاگاوا خودش را کشت.
- ۱۹۲۸ میلادی، «سیاه و سفید» و «مانجی» را منتشر کرد.
- ۱۹۲۹ میلادی، صحبت آن بود که او می‌خواهد همسرش چی‌یو را به وادا روکورو (بعداً اوتسوبو سونائو) واگذار کند و شروع به نوشتن داستان «حشره گزنه‌خوار» با همین موضوع کرد، اما پیرو مخالفت‌های ساتو هاروئو این اتفاق نیفتاد.
- ۱۹۳۰ میلادی، پیش‌درآمد «داستان رانگیکو» را منتشر کرد. از همسرش چی‌یو طلاق گرفت. نامه او با محتوای تبریک طلاق و ازدواج مجدد چی‌یو با ساتو سر و صدای زیادی کرد و تحت عنوان «تعویض همسر» به موضوع داغ آن روزهای ژاپن تبدیل شد.
- ۱۹۳۱ میلادی، با فورکاوا سوئه‌کو ازدواج کرد. به دلیل بدهی‌هایی که بالا آورده بود، مدتی در کوه کویا پنهان شد. آثار «تیریشه»، «سرگذشت مرد کور» و «ماجراهای پنهانی استاندار موساشی» در این سال به چاپ رسیدند. تانیزاکی و دخترش آیوکو از اولین همسرش.

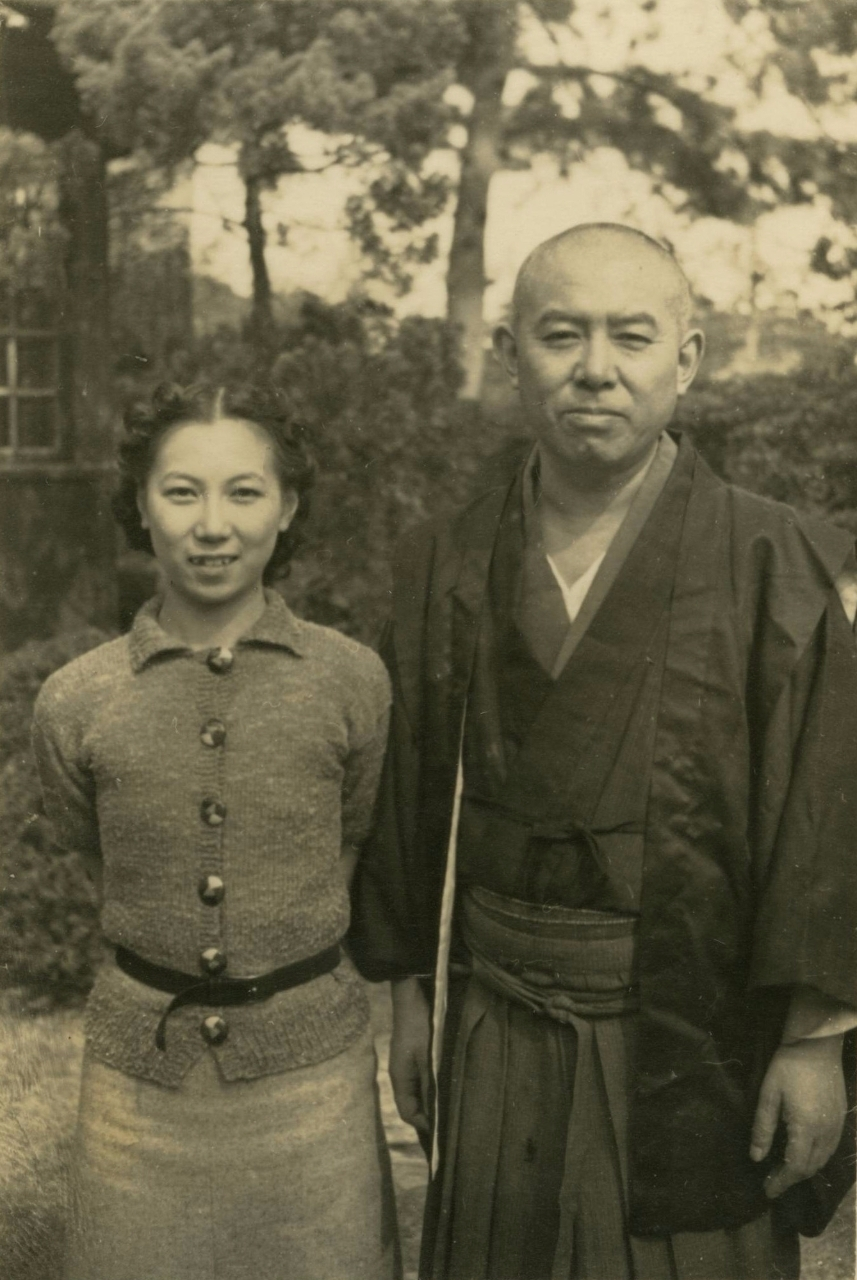
تانیزاکی و دخترش آیوکو از اولین همسرش.

- ۱۹۳۲ میلادی، به خانه‌ای در مجاورت خانه موریتا ماتسوکو نقل مکان کرد و با آنها همسایه شد، رابطه‌ای عاشقانه و البته نامشروع میان او و ماتسوکو آغاز شد. آثار «یادداشت‌های ایشوُآن» و «آشیکاری» را منتشر کرد.
- ۱۹۳۳ میلادی، از سوئه‌کو جدا شد. به دلیل اختلاف با برادرش، سِی‌جی، بر سر حمایت از خانواده به مشکل خوردند و رابطه‌شان را قطع کردند. آثار مشهور «یادنامه شونکین» و «ستایش سایه‌ها» در همین سال بود که از او منتشر شد.
- ۱۹۳۴ میلادی، مجموعه داستان‌هایی به نام «گل‌های داوودی تابستانه» را به انتشار رساند، اما به دلیل اعتراض خانواده موریتا که شخصیت‌های قصه از آن‌ها الهام گرفته بودند، چاپ آن متوقف شد. به‌طور رسمی از سوئه‌کو طلاق گرفت. در همان سال کتاب «دفترچه راهنمای نویسندگی» را چاپ کرد که به اثری پرفروش بدل شد.
- ۱۹۳۵ میلادی، با موریتا ماتسوکو، که سال قبل از شوهرش جدا شده بود، ازدواج کرد. ترجمه مدرن اثر کلاسیک ژاپنی، «داستان گنجی» را آغاز کرد و «یادداشت‌های سِتسویُو» را منتشر کرد. همچنین به عنوان یکی از داوران جوایز تازه تأسیس آکوتاگاوا و نائوکی انتخاب شد، اما در روز داوری، در محل حضور نیافت.
- ۱۹۳۶ میلادی، اثر «گربه، شوزو و آن دو زن» را منتشر کرد و بار دیگر خانه‌اش را عوض کرد. همچنین در این سال با شیگا نائویا آشنا شد.
- ۱۹۳۷ میلادی، به عضویت فرهنگستان هنر امپراتوری ژاپن برگزیده شد.
- ۱۹۳۸ میلادی، سیل بزرگی در منطقه هانشین رخ داد که این واقعه بعدها در داستان «برف سبک» تانیزاکی بازتاب یافت. همچنین بازنویسی مدرن «داستان گنجی» را به پایان برد.
- ۱۹۳۹ میلادی، با برادرش سیِ‌جی آشتی کرد. بازنویسی «داستان گنجی» منتشر شد، اما برخی قسمت‌های مربوط به خاندان سلطنتی از نسخه نهایی حذف گردید. دخترش آیوکُو با میانجی‌گری ایزومی کیوکا با تاکدا ریوجی (برادرزاده ساتو هاروئو) ازدواج کرد.
- ۱۹۴۱ میلادی، اولین نوه‌اش، موموکو، به دنیا آمد.
- ۱۹۴۲ میلادی، ویلایی در نیشی‌یاما، شهر آتامی خرید.
- ۱۹۴۳ میلادی، انتشار «برف سبک» در مجله «چوئو کورون» به دلیل فشار نظامیان متوقف شد، اما تانیزاکی به صورت مخفیانه به نوشتن آن ادامه داد.
- ۱۹۴۴ میلادی، جلد اول «برف سبک» را به صورت زیرزمینی چاپ و منتشر کرد و به همراه خانواده به آتامی گریخت.
- ۱۹۴۵ میلادی، به استان اوکایاما، ابتدا به شهر تسویاما و سپس به شهر کاتسویاما نقل مکان کرد.
- ۱۹۴۶ میلادی، به کیوتو نقل مکان کرد.
- ۱۹۴۷ میلادی، به دلیل تشدید بیماری فشار خون، روند نویسندگی او با کندی مواجه شد اما جلد دوم «برف سبک» را چاپ کرد. جایزه فرهنگی ماینیچی را هم در همین سال دریافت کرد.
- ۱۹۴۸ میلادی، با جلد آخر «برف سبک» را به پایان رساند.
- ۱۹۴۹ میلادی، جایزه فرهنگی آساهی را دریافت کرد و به محله شیموگامو-ایزومی‌کاوا در کیوتو نقل مکان کرد. نشان فرهنگ دریافت کرد و آثار «ماه و هنرمند کیوگِن» و «مادر ناخدا شیگه‌موتو» را منتشر کرد. آرامگاه تانیزاکی واقع در معبد هونن‌این در شهر کیوتو

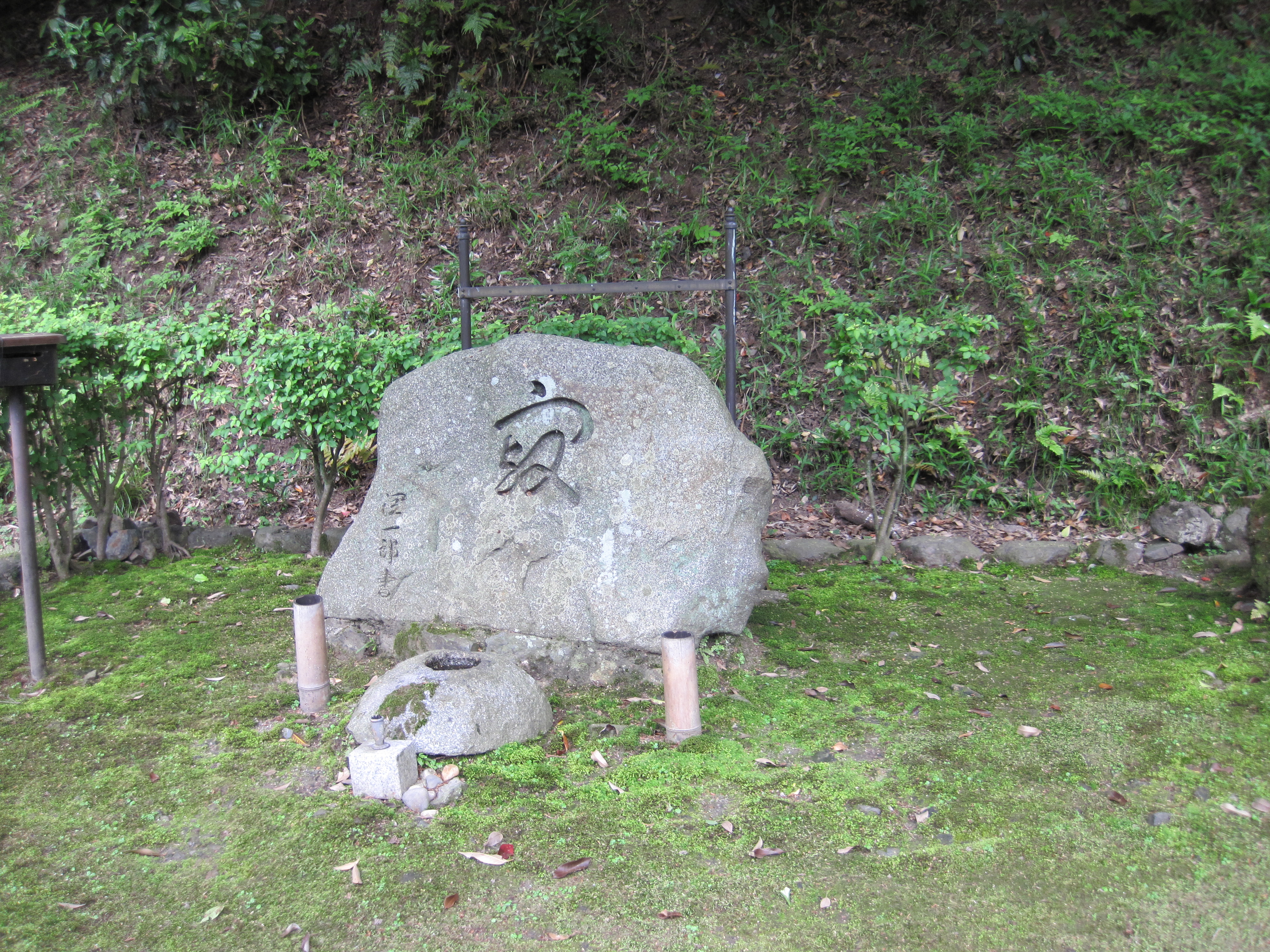
آرامگاه تانیزاکی واقع در معبد هونن‌این در شهر کیوتو

- ۱۹۵۰ میلادی، مجدداً ویلایی در ناکاتا، شهر آتامی خرید.
- ۱۹۵۱ میلادی، بیماری فشار خون او تشدید شد و به علت بيماري عمدتاً مجبور به استراحت بود. در اين دوره  به عنوان یک شخص شایسته فرهنگی شناخته شد. بالاخره بازنویسی اثر کلاسیک داستان گنجی را با نام «نونویس جون‌ایچیرو از داستان گنجی» منتشر کرد.
- ۱۹۵۵ میلادی، آثار «دوران کودکی» و «رؤیای آب اکسیژنه» را منتشر کرد.
- ۱۹۵۶ میلادی، خانه‌اش در کیوتو را فروخت و در ایزو، آتامی ساکن شد. اثر «کلید» را منتشر کرد.
- ۱۹۵۸ میلادی، دچار تشنج خفیف شد و پزشک سه ماه استراحت برایش تجویز کرد.
- ۱۹۵۹ میلادی، در دست راستش دچار درد و بعد فلج شد و از آن پس او گفتاری داستان را دیکته می‌کرد و برایش می‌نوشتند. اثر «پل معلق رؤیاها» را منتشر کرد و در برنامه تلویزیونی شبکه NHK ظاهر شد.
- ۱۹۶۰ میلادی، دخترخوانده‌اش با کانزه هیدئو ازدواج کرد. دچار حمله آنژین شد و بستری گردید. داستانی به اسم «سه حالت» منتشر ساخت.
- ۱۹۶۱ میلادی، اثر «خاطرات پیرمرد دیوانه» را منتشر کرد.
- ۱۹۶۲ میلادی، اثر «آسایش در آشپزخانه» را منتشر کرد. مقبره خانوادگی واقع در توکیو

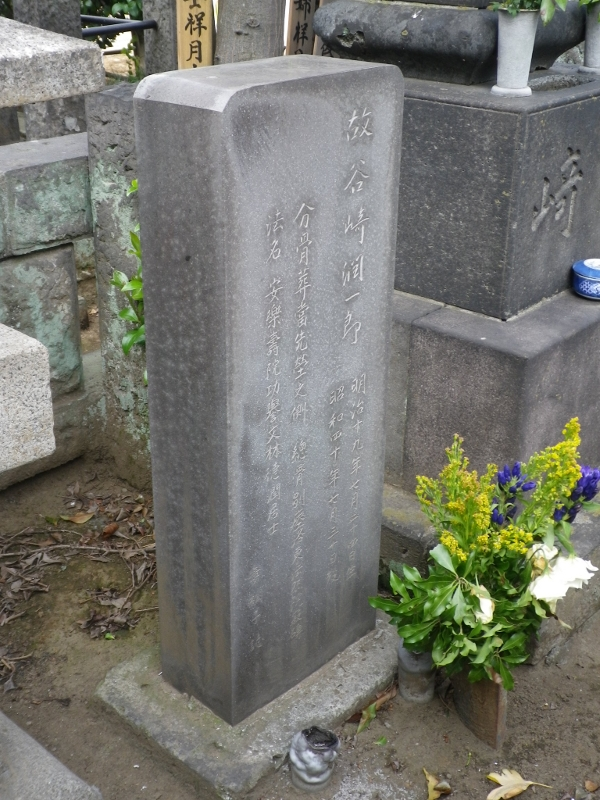
مقبره خانوادگی واقع در توکیو

- ۱۹۶۳ میلادی، برای اثر «خاطرات پیرمرد دیوانه»، جایزه هنری ماینیچی را دریافت کرد. همچنین «قصه‌های شبانه بعد از برف» را منتشر کرد.
- ۱۹۶۴ میلادی، عضو افتخاری آکادمی هنر و ادبیات آمریکا شد و به خانه‌ای جدید در یوگاوارا نقل مکان کرد. ترجمه جدید دیگری از «داستان گنجی» منتشر کرد.
- ۱۹۶۵ میلادی، به دلیل نارسایی کلیه و قلب در بیمارستان درگذشت. مراسم او در توکیو برگزار شد و خاکسترش را به معبد هونن‌این کیوتو سپردند. نام دارمایی او «安楽寿院功誉文林徳潤居士» بود که حرف اول آن بر روی سنگ قبر وی در کیوتو نقش بسته است. همچنین بخشی از بقایای او به قبر والدین‌اش در معبد جیگن‌جی در توکیو منتقل شد، و این قبر پشت قبر آکوتاگاوا ریونوسوکه قرار دارد. آخرین آثارش «بددهن» و «بهار ۷۹ سالگی» بودند.
- ۲۰۱۶ میلادی، با گذشت ۵۰ سال از فوت او آثار او به مالکیت عمومی درآمدند.

## تانیزاکی بزرگ

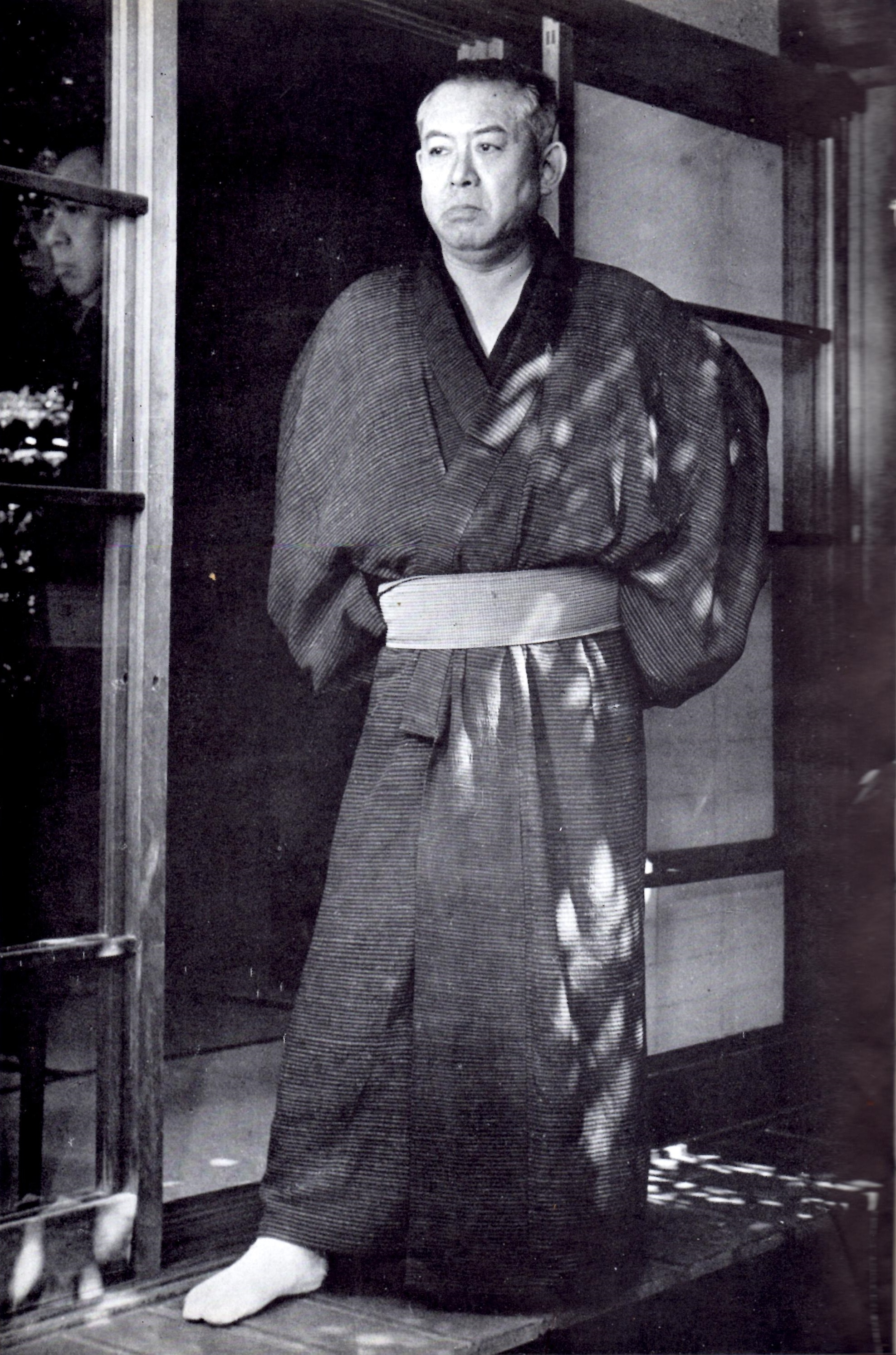
«تانیزاکی بزرگ» برای شیگِرو تامورا عکاس مشهور ژست می‌گیرد، ۱۹۵۳.

تانیزاکی اغلب با عنوان «تانیزاکی بزرگ» شناخته می‌شود. اما به علت اینکه شکل نوشتاری این نام در ژاپنی دو خوانش دارد، تلفظ صحیح آن محل بحث بوده است.
به گفته میشیما یوکیو و مارویا سای‌ایچی، تلفظ درست این نام «اُوتانیزاکی» است. دلیلی که برای این تلفظ می‌آورند به سنت‌های تئاتر کابوکی بازمی‌گردد، جایی که بازیگر مشهور کابوکی، ناکامورا اوتائمون پنجم «اُوناریکوما» خوانده می‌شد. میشیما می‌گوید: «البته که این عنوان به صورت «اُوناریکوما»تلفظ می‌شود. اگر کسی او را «دای‌ناریکوما» صدا بزند، کاملاً نقش‌های یائه‌گاکی‌هیمه و ماسائوکا را خراب خواهد کرد».
مارویا همچنین توضیح می‌دهد که تانیزاکی به دلیل سبک ادبی باشکوه و زندگی مجللش با عنوان «اُوتانیزاکی» مورد احترام قرار گرفت. اما این تنها دلیل نبود. استفاده از این عنوان همچنین به منظور تمایز او از برادر کوچکترش، سِی‌جی تانیزاکی بود. سی‌جی استاد ادبیات انگلیسی در دانشگاه واسدا بود و خود او نیز رمان می‌نوشت.
کوتانی آتسوشی از سوی دیگر معتقد است که اگرچه از نام لقب تانیزاکی بزرگ برای متمایز کردن او از برادر کوچکترش سی‌جی استفاده شده است، اما این نام مانند الکساندر دومای بزرگ و کوچک است که در ژاپنی آنها را دای‌دوما و شودوما می‌خوانند. همچنین ادعا می‌کند در مجله‌ای از دوره شووا تلفظ «دای‌تانیزاکی» برای این نام درج شده بود.

## ارتباط با زنان
در سال ۱۹۱۵، تانیزاکی جون‌ایچیرو با ایشی‌کاوا چی‌یو ازدواج کرد. با این حال، حدود سال ۱۹۲۱ بود که تانیزاکی به خواهر چی‌یو، سِی‌کو (که بعدها با نام هنری هایاما میچیکو شناخته شد و الهام‌بخش شخصیت زن رمان عشق یک ابله بود) دل‌بسته شد. این دلبستگی موجب تیرگی روابط میان او و چی‌یو شد.
یکی از دوستان نزدیک تانیزاکی، ساتو هاروئو، برای چی‌یو دلسوزی می‌کرد و بعد هم خود به او علاقه‌مند شد. این ماجرا منجر به یک مثلث عشقی شد که بعدها با عنوان «جریان اوداوارا» در ژاپن شناخته شد. طی این ماجرا، تانیزاکی تصمیم داشت همسرش چی‌یو را به ساتو واگذار کند، اما بعداً از این تصمیم منصرف شد که مدتی موجب تیرگی روابط آن دو گشت. این حادثه الهام‌بخش شعر مشهور ساتو، «ترانهٔ ساردین» بود که احساسات او نسبت به چی‌یو را بازتاب می‌دهد. در همین دوره، ساتو اثر «این سه چیز» و تانیزاکی اثر «میان آدم و خدا» را نگاشتند.
سرانجام در سال ۱۹۲۶، ساتو و تانیزاکی با یکدیگر آشتی کردند. در سال ۱۹۳۰، چی‌یو رسماً از تانیزاکی جدا شد و با ساتو ازدواج کرد. در آن زمان، سه نفر بیانیه‌ای مشترک منتشر کردند که در آن متن زیر آمده بود:
| « | ... سرانجام رای ما سه نفر آن شد که چی‌یو از جون‌ایچیرو جدا شده، با هاروئو عروسی کند. روابط دوستانهٔ دو طرف همچنان کما فی‌السابق ادامه خواهد داشت و همراهی و مهربانی شما عزیزان را نیز خواستاریم. این پیوند به وقت خود و با یافتن میانجی مناسب علنی خواهد شد. فی‌الحال این یادداشت صرفاً به منظور اطلاع‌رسانی خدمتتان ابلاغ می‌شود… | » |

این بیانیه که به «ماجرای تعویض همسر» معروف شد، توجه زیادی را در محافل عمومی به خود جلب کرد.
در سال ۱۹۳۱، تانیزاکی با فوروکاوا سوئه‌کو ازدواج کرد، اما این ازدواج در ۱۹۳۴ به طلاق انجامید. در ژانویهٔ سال بعد، تانیزاکی با موریتا ماتسُوکو که مدتی همسایه‌اش بود، ازدواج کرد.
زمانی که ماتسُوکو باردار شد، تانیزاکی که می‌خواست فضای هنری حاکم بر زندگی‌اش را حفظ کند، تلاش کرد او را به سقط جنین وادار کند. این موضوع با انتشار کتاب «قصه‌های شبانه یوکیگوآن» توسط تانیزاکی که به این ماجرا اشاره کرده بود، شهرت یافت و موجب انتقادهای بسیاری به وی شد. با این حال، بر اساس کتاب «روزگار کهن» که در دوران جنگ نوشت، دلیل واقعی این سقط جنین توصیهٔ پزشکی سه پزشک به دلیل خطرات سلامتی بود و در غیر این صورت، متقاعد کردن خواهران ماتسُوکو و پزشکان حاضر امری دشوار می‌بود.

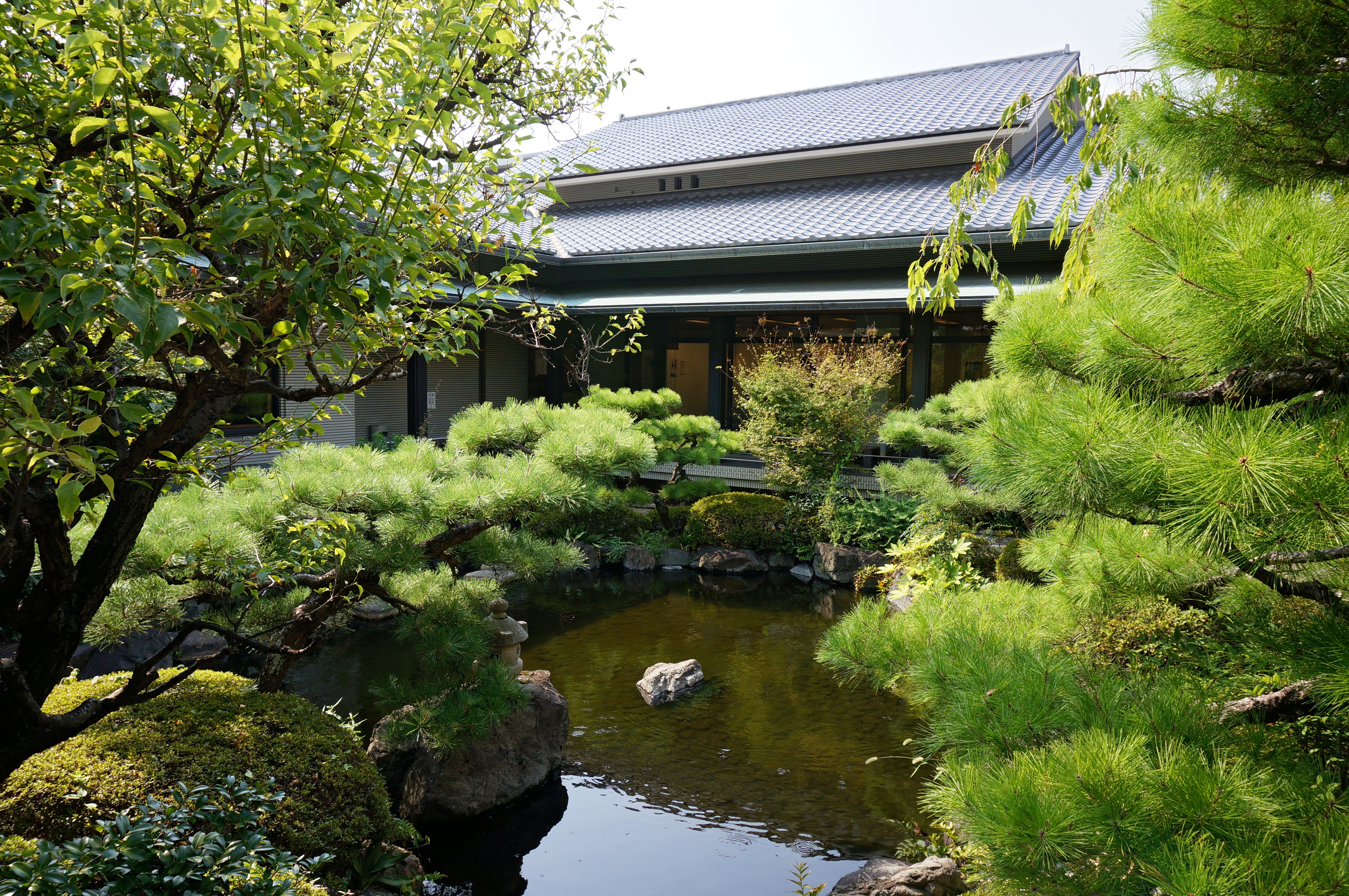
موزه ادبی یادبود تانیزاکی جون‌ایچیرو واقع در آشی‌یا.

## موزه ادبی یادبود تانیزاکی جون‌ایچیرو
موزه یادبود تانیزاکی جون‌ایچیرو در شهر آشیای استان هیوگو، مرکزی فرهنگی و ادبی است که به نگهداری و نمایش آثار و اسناد مرتبط با تانیزاکی اختصاص یافته. این موزه با هدف حفظ و انتشار میراث ادبی و تجلیل از دستاوردهای این نویسنده بزرگ ادبیات ژاپن در سال ۱۹۸۸ گشایش یافت.
بخش اصلی موزه عمارتی است که به سبک سوکی‌یا (محل برگزاری مراسم چای ژاپنی، سادو) و آن‌گونه که تانیزاکی می‌پسندید طراحی شده است. این موزه همچنین میز، سنگ‌جوهر، قلم، آثار هنری و اقلام مختلف مربوط به تانیزاکی را نگهداری کرده و به نمایش می‌گذارد. در سالن داخلی موزه، رویدادهای مرتبط با ادبیات تانیزاکی مانند نشست‌های خوانش آثار ادبی، کلاس‌های ادبیات، سخنرانی‌ها و کنسرت‌ها برگزار می‌شود.
سنگ عظیم ۱۵ تنی که در کنار ورودی قرار دارد، در اصل یکی از سنگ‌های باغ خانه قدیمی تانیزاکی در کوبه بوده است. این سنگ در جریان سیلاب بزرگ هانشین به داخل خانه رانده شده بود که بعدها در باغ خانه جا خوش کرد.

## آثار برجسته و برگردان‌ها به پارسی

### داستان‌های کوتاه
| عنوان پارسی                   | عنوان اصلی ژاپنی                                   | سال انتشار | منتشر شده در                                  | برگردان به پارسی                                                  |
| ----------------------------- | -------------------------------------------------- | ---------- | --------------------------------------------- | ----------------------------------------------------------------- |
| خال‌کوب                        | 刺青[Shisei]                                       | ۱۹۱۰       | مجله شین‌شی‌چو                                  |                                                                   |
| زرافه                         | [麒麟 [Kirin                                       | ۱۹۱۰       | مجله شین‌شی‌چو                                  |                                                                   |
| پسر جوان                      | 少年 [Shounen]                                     | ۱۹۱۱       | مجله سوبارو                                   |                                                                   |
| دلقک                          | 幇間 [Houkan]                                      | ۱۹۱۱       | مجله سوبارو                                   |                                                                   |
| تندباد                        | [飈風[Taifuu                                       | ۱۹۱۰       | مجله ادبی می‌تا                                |                                                                   |
| راز                           | 秘密 [Himitsu]                                     | ۱۹۱۱       | مجله چوئو کُورون                               |                                                                   |
| شیطان                         | 悪魔 [Akuma]                                       | ۱۹۱۲       | مجله چوئو کُورون                               |                                                                   |
| دنباله شیطان                  | 悪魔続篇 [Akuma Zoku-hen]                          | ۱۹۱۳       | مجله چوئو کُورون                               |                                                                   |
| وحشت                          | 恐怖 [Kyoufu]                                      | ۱۹۱۳       | مجله نیچی‌نیچی اوساکا                          |                                                                   |
| مرگ طلایی                     | 金色の死 [Kin'iro no Shi]                          | ۱۹۱۴       | روزنامه آساهی توکیو                           |                                                                   |
| قتل اتسویا                    | お艶殺し [Otsuyagoroshi]                           | ۱۹۱۵       | مجله چوئو کُورون                               | قتل اتسویا، محمود گودرزی، انتشارات چترنگ                          |
| خلقت                          | 創造 [Souzou]                                      | ۱۹۱۵       | مجله چوئو کُورون                               |                                                                   |
| جاسوس آلمانی                  | 独探[Dokutan]                                      | ۱۹۱۵       | مجله ادبی شین‌شوستسو                           |                                                                   |
| بچه نابغه                     | 神童 [Shindou]                                     | ۱۹۱۶       | مجله چوئو کُورون                               |                                                                   |
| دوست درگذشته                  | 亡友 [Bouyuu]                                      | ۱۹۱۶       | مجله ادبی شین‌شوستسو                           |                                                                   |
| مرد زیبا                      | [Binan]美男                                        | ۱۹۱۶       | مجله ادبی شین‌چو                               |                                                                   |
| سوگ آدم‌ماهی                   | 人魚の嘆き [Ningyo no Nageki]                      | ۱۹۱۷       | مجله چوئو کُورون                               | داستان‌های جن و پری، مصطفی رضوی، نشر چشمه (با عنوان آهِ پری دریایی) |
| ازدواج‌کرده‌ها و طلاق‌گرفته‌ها    | 既婚者と離婚者 [Kikonsha to Rikonsha]              | ۱۹۱۷       | روزنامه آساهی اوساکا                          |                                                                   |
| جادوگر                        | 魔術師 [Majutsushi]                                | ۱۹۱۷       | مجله ادبی شین‌شوستسو                           |                                                                   |
| وداع شاعر                     | 詩人のわかれ [Shijin no Wakare]                    | ۱۹۱۷       | مجله ادبی شین‌شوستسو                           |                                                                   |
| اندوه کافر                    | 異端者の悲しみ [Itansha no kanashimi]              | ۱۹۱۷       | مجله چوئو کُورون                               |                                                                   |
| سحرِ حسن‌خان                    | ハッサン・カンの妖術 [Hassan-Khan no Youjutsu]     | ۱۹۱۷       | مجله چوئو کُورون                               |                                                                   |
| سابقه‌دار                      | 前科者[Zenkasha]                                   | ۱۹۱۷       | روزنامه یومی‌آوری                              |                                                                   |
| طلا و نقره                    | 金と銀 [Kin to Gin]                                | ۱۹۱۸       | مجله کورو-شی‌اُو                                |                                                                   |
| قصه‌هایی از شیاطین در روز روشن | 白昼鬼語 [Hakuchuu Kigo]                           | ۱۹۱۸       | روزنامه مای‌نیچی اوساکا روزنامه نیچی‌نیچی توکیو | در چشم شیطان، محمود گودرزی، انتشارات خوب                          |
| قصه دو هنرمند                 | 二人の芸術家の話 [Futari no Geijutsuka no Hanashi] | ۱۹۱۸       | مجله چوئو کُورون                               |                                                                   |
| پادشاهی کوچک                  | [Chiisana Oukoku] ちひさな王国                     | ۱۹۱۸       | مجله چووگای                                   |                                                                   |
| یادداشتی از عشقِ به مادر       | 母を恋ふる記 [Haha wo Koifuru Ki]                  | ۱۹۱۹       | روزنامه آساهی اوساکا روزنامه نیچی‌نیچی توکیو   |                                                                   |
| نمایش‌نامه نفرین‌شده            | 呪はれた戯曲 [Norowareta Gekikyoku]                | ۱۹۱۹       | مجله چوئو کُورون                               |                                                                   |
| ترس مردی جوان                 | 或る少年の怯れ [Aru Shounen no Osore]              | ۱۹۱۹       | مجله چوئو کُورون                               |                                                                   |
| در میانهٔ راه                  | 途上 [Tojou]                                       | ۱۹۲۰       | مجله کایزو                                    |                                                                   |
| من                            | 私 [Watakushi]                                     | ۱۹۲۱       | مجله کایزو                                    |                                                                   |
| داستان مادر بخت‌برگشته         | 不幸な母の話 [Fukou na Haha no Hanashi]            | ۱۹۲۱       | مجله چوئو کُورون                               |                                                                   |
| اشک درنا                      | 鶴涙 [Tsuru Namida]                                | ۱۹۲۱       | مجله چوئو کُورون                               |                                                                   |
| داستان الف و ب                | AとBの話 [A to B no Hanashi]                       | ۱۹۲۱       | مجله کایزو                                    |                                                                   |
| گل آبی                        | 青い花 [Aoi Hana]                                  | ۱۹۲۲       | مجله کایزو                                    |                                                                   |
| استاد رادو                    | 蘿洞先生 [Radou Sensei]                            | ۱۹۲۳       | مجله چوئو کُورون                               |                                                                   |
| سقف قرمز                      | 赤い屋根 [Akai Yane]                               | ۱۹۲۵       | مجله کایزو                                    |                                                                   |
| پهن اسب                       | 馬の糞 [Uma no Fun]                                | ۱۹۲۵       | مجله کایزو                                    |                                                                   |
| استاد رادو: ادامه             | 続蘿洞先生 [Zoku Radou Sensei]                     | ۱۹۲۸       | مجله چوئو کُورون                               |                                                                   |
| سه راهب                       | 三人法師 [Sannin Houshi]                           | ۱۹۲۹       | مجله چوئو کُورون                               |                                                                   |
| سرگذشت مرد کور                | 盲目物語 [Moumoku Monogatari]                      | ۱۹۳۱       | مجله چوئو کُورون                               |                                                                   |
| تیریشه                        | 蘆刈 [Ashikari]                                    | ۱۹۳۲       | مجله کایزو                                    | مرد نیزار، مهدی قریشی، نشر دیبایه                                 |
| ماه و هنرمند کیوگن            | 月と狂言師 [Tsuki to Kyougen-shi]                  | ۱۹۴۹       | مجله چوئو کُورون                               |                                                                   |
| رویای آب اکسیژنه              | 過酸化マンガンの夢 [Kasanka Mangan no Yume]        | ۱۹۵۵       | مجله چوئو کُورون                               |                                                                   |
| پل معلق رؤیاها                | 夢の浮橋 [Yume no Ukihashi]                        | ۱۹۵۹       | مجله چوئو کُورون                               | پل رؤیاها، آزاده سلحشور، مؤسسه فرهنگی هنری جهان کتاب              |

### داستان‌های بلند و نیمه‌بلند

تصویر جلد ترجمه انگلیسی «ستایش سایه‌ها».

| عنوان پارسی                               | عنوان اصلی ژاپنی                                           | سال انتشار | منتشر شده در                                  | برگردان به پارسی                                         |
| ----------------------------------------- | ---------------------------------------------------------- | ---------- | --------------------------------------------- | -------------------------------------------------------- |
| ولگردی                                    | 彷徨 [Houkou]                                              | ۱۹۱۱       | مجله شین‌شی‌چو                                  |                                                          |
| شوربا                                     | 羹 [Otsumono]                                              | ۱۹۱۲       | روزنامه نیچی‌نیچی توکیو                        |                                                          |
| نقاب دیو                                  | 鬼の面 [Oni no Men]                                        | ۱۹۱۶       | روزنامه آساهی توکیو                           |                                                          |
| زنان قداست دارند                          | 女人神聖 [Nyonin Shinsei]                                  | ۱۹۱۷       | مجله زنانه فوجین کُورون                        |                                                          |
| آدم‌کوسه                                   | 鮫人 [Samejin]                                             | ۱۹۲۰       | مجله چوئو کُورون                               |                                                          |
| تکَه گوشت                                  | 肉塊 [Nikukai]                                             | ۱۹۲۳       | روزنامه آساهی توکیو                           |                                                          |
| میان آدم و خدا                            | 神と人との間 [Kami to Hito to no Aida]                     | ۱۹۲۳       | مجله زنانه فوجین کُورون                        |                                                          |
| عشق یک ابله                               | 痴人の愛 [Chijin no AI]                                    | ۱۹۲۴       | روزنامه آساهی اوساکا                          |                                                          |
| داستان آقای آئوزوکا                       | 青塚氏の話 [Aozuka-shi no Hanashi]                         | ۱۹۲۶       | مجله کایزو                                    |                                                          |
| سیاه‌سفید                                  | 黒白 [Kuroshiro]                                           | ۱۹۲۸       | روزنامه آساهی اوساکا                          |                                                          |
| مانجی                                     | 卍 [Manji]                                                 | ۱۹۲۸       | مجله کایزو                                    |                                                          |
| حشره گزنه‌خوار                             | 蓼喰ふ虫 [Tade Kuu Mushi]                                  | ۱۹۲۸       | روزنامه مای‌نیچی اوساکا روزنامه نیچی‌نیچی توکیو |                                                          |
| داستان رانگیکو                            | 乱菊物語 [Rangiku Monogatari]                              | ۱۹۳۰       | روزنامه آساهی اوساکا روزنامه آساهی توکیو      |                                                          |
| یوشینو کوزو                               | 吉野葛 [Yoshino kuzu]                                      | ۱۹۳۱       | مجله چوئو کُورون                               | یوشینو: افسانه دربار جنوبی، فرشاد صحرایی، انتشارات رایبد |
| ماجراهای پنهانی استاندار موساشی           | 武州公秘話 [Bushuukou Hiwa]                                | ۱۹۳۱       | مجله شین‌سِی‌نِن                                  |                                                          |
| یادنامه شونکین                            | 春琴抄 [Shunkinshou]                                       | ۱۹۳۳       | مجله چوئو کُورون                               |                                                          |
| فرازهایی از شنیده‌ها (سرگذشت یک مرد کور ۲) | 聞書抄 [Kikigakishou]                                      | ۱۹۳۵       | روزنامه آساهی اوساکا روزنامه نیچی‌نیچی توکیو   |                                                          |
| گربه، شوزو و آن دو زن                     | 猫と庄造と二人のをんな [Neko to Shouzou to Futari no Onna] | ۱۹۳۶       | مجله کایزو                                    |                                                          |
| برف سبک                                   | 細雪 [Sasameyuki]                                          | ۱۹۴۳       | مجله چوئو کُورون مجله زنانه فوجین کُورون        | خواهران ماکیوکا، صفورا ولی‌زاده، انتشارات نون             |
| مادر ناخدا شیگه‌موتو                       | 少将滋幹の母 [Shigemoto Shoushou no Haha]                  | ۱۹۴۹       | روزنامه مای‌نیچی                               |                                                          |
| کلید                                      | 鍵 [Kagi]                                                  | ۱۹۵۶       | مجله چوئو کُورون                               |                                                          |
| روایت سنگدلی                              | 残虐記 [Zangyakuki]                                        | ۱۹۵۸       | مجله زنانه فوجین کُورون                        |                                                          |
| خاطرات پیرمرد دیوانه                      | 瘋癲老人日記 [Fuuten Roujin Nikki]                         | ۱۹۶۱       | مجله چوئو کُورون                               |                                                          |
| آسایش در آشپزخانه                         | 台所太平記 [Daidokoro Taihei-ki]                           | ۱۹۶۲       | مجله ساندی مای‌نیچی                            |                                                          |

### نقد و جستار
| عنوان پارسی                     | عنوان اصلی ژاپنی                                  | سال انتشار | منتشر شده در           | برگردان به پارسی                                                                            |
| ------------------------------- | ------------------------------------------------- | ---------- | ---------------------- | ------------------------------------------------------------------------------------------- |
| نقدی بر مون                     | 門」を評す [Mon wo Hyousu]」                      | ۱۹۱۰       | مجله چوئو کُورون        |                                                                                             |
| یادداشتی بر هنر                 | 芸術一家言 [Geijutsu Ikkagen]                     | ۱۹۲۰       | مجله کایزو             |                                                                                             |
| از درگذشت آکوتاگاواجان مطلع شدم | 芥川君の訃を聞いて [Akutagawa-kun no Fu wo Kiite] | ۱۹۲۷       | روزنامه مای‌نیچی اوساکا |                                                                                             |
| من و آکوتاگاوا جان              | 芥川君と私 [Akutagawa-kun to Watakushi]           | ۱۹۲۷       | مجله کایزو             |                                                                                             |
| ستایش سایه‌ها                    | 陰翳礼讃 [In'ei Raisan]                           | ۱۹۳۳       | انتشارات نیهون‌هیورون‌شا | - در ستایش سایه‌ها، علیرضا شلویری، نشر مشکی - در ستایش سایه‌ها، محمد دارابی، نشر حرفه نویسنده |
| دفترچه راهنمای نویسندگی         | 文章読本 [Bunshou Dokuhon]                        | ۱۹۳۴       | انتشارات چوئو کُورون    |                                                                                             |
| داستان بی‌نوایی من               | 私の貧乏物語 [Watakushi no Binbou Monogatari]     | ۱۹۳۵       | مجله چوئو کُورون        |                                                                                             |
| دوران کودکی                     | 幼少時代 [Youshou Jidai]                          | ۱۹۵۵       | مجله بون‌گِی شونجو       |                                                                                             |
| قصه‌های شبانه بعد از برف         | 雪後庵夜話 [Soga Kyoudai]                         | ۱۹۶۳       | مجله چوئو کُورون        |                                                                                             |
| بددهن                           | にくまれ口 [Nikumareguchi]                        | ۱۹۶۵       | مجله زنانه فوجین کُورون |                                                                                             |
| بهار ۷۹ سالگی                   | 七十九歳の春 [Shichijuukyuu-sai no Haru]          | ۱۹۶۵       | مجله چوئو کُورون        |                                                                                             |

### ترجمه (به ژاپنی معاصر)
| عنوان پارسی                              | عنوان اصلی ژاپنی                                                  | سال انتشار | منتشر شده در        |
| ---------------------------------------- | ----------------------------------------------------------------- | ---------- | ------------------- |
| ترجمه تانیزاکی جون ایچیرو از داستان گنجی | 谷崎潤一郎訳源氏物語 [Tanizaki Jun'Ichirou-yaku Genji Monogatari] | ۱۹۳۹       | انتشارات چوئو کُورون |

### نمایش‌نامه
| عنوان پارسی        | عنوان اصلی ژاپنی                 | سال انتشار | منتشر شده در        |
| ------------------ | -------------------------------- | ---------- | ------------------- |
| تولد               | 誕生 [Tanjou]                    | ۱۹۱۰       | مجله شین‌شی‌چو        |
| فیل                | 象 [Zou]                         | ۱۹۱۰       | مجله شین‌شی‌چو        |
| شین‌زی              | 信西 [Shinzei]                   | ۱۹۱۱       | مجله سوبارو         |
| ساحل بهاری         | 春の海辺 [Haru no Umibe]         | ۱۹۱۴       | مجله چوئو کُورون     |
| داستان معبد هوجوجی | 法成寺物語 [Houjouji Monogatari] | ۱۹۱۵       | مجله چوئو کُورون     |
| عصر وحشت           | 恐怖時代 [Kyoufu Jidai]          | ۱۹۱۶       | مجله چوئو کُورون     |
| شاهدخت بلبل        | 鶯姫 [Uguisu-hime]               | ۱۹۱۷       | مجله چوئو کُورون     |
| قصه شب پانزدهم     | 十五夜物語 [Juugoya Monogatari]  | ۱۹۱۷       | مجله چوئو کُورون     |
| برادرها            | 兄弟 [Kyoudai]                   | ۱۹۱۸       | مجله چوئو کُورون     |
| فساد               | 堕落 [Daraku]                    | ۱۹۲۲       | مجله چوئو کُورون     |
| گوهی و میهن        | お国と五平 [Okuni to Gohei]      | ۱۹۲۲       | مجله ادبی شین‌شوستسو |
| مردمان بی‌عشق       | 愛なき人々 [Ainai Hitobito]      | ۱۹۲۲       | مجله ادبی شین‌شوستسو |
| زورآزمایی          | 腕角力 [Ude Kakuryoku]           | ۱۹۲۴       | مجله زنانه جُوسِی     |
| هپروت              | 白日夢 [Hakujitsumu]             | ۱۹۲۶       | مجله چوئو کُورون     |

### فیلم‌نامه
| عنوان پارسی      | عنوان اصلی ژاپنی                  | سال انتشار |
| ---------------- | --------------------------------- | ---------- |
| باشگاه آماتورها  | アマチュア倶楽部 [Amachua Kurabu] | ۱۹۲۰       |
| کاتسوهیکا سوناکو | 葛飾砂子 [Katsushika Sunako]      | ۱۹۲۰       |
| زمزمه ماه        | 月の囁き [Tsuki no Sasayaki]      | ۱۹۲۱       |
| شب هیناماتسوری   | 雛祭の夜 [Hinamatsuri no Yru]     | ۱۹۲۱       |
| شهوت مارگونه     | 蛇性の婬 [Jasei no In]            | ۱۹۲۱       |

## اشارات

جلد اول مانگای «سگ‌های ولگرد بونگو»

شخصیتی به همین نام، در مانگا و انیمه ژاپنی «سگ‌های ولگرد بونگو» هست که از تانیزاکی جون‌ایچیرو و آثار او الهام‌گرفته است.